# La Pencha
La Pencha (en francès Lapenche) és un municipi francès situat al departament de Tarn i Garona i a la regió d'Occitània.

## Demografia
| 1962                                       | 1968 | 1975 | 1982 | 1990 | 1999 | 2007 |
| ------------------------------------------ | ---- | ---- | ---- | ---- | ---- | ---- |
| 231                                        | 233  | 212  | 192  | 174  | 163  | 168  |
| Des de 1962: població sense dobles comptes |      |      |      |      |      |      |

## Administració
| Període   | Identitat             | Partit        |
| --------- | --------------------- | ------------- |
| 2001-2008 | Bernard Lacour        | PCF           |
| 2008-     | Christian Castebrunet | Divers gauche |